# 快誉
快誉（かいよ、長元9年（1036年） - 天永3年8月14日（1112年9月6日））は、平安時代末期（院政期）の僧侶。源頼義の庶長子。園城寺に出家し、西蓮房阿闍梨、伊予阿闍梨と号す。兄あるいは弟に源義家、義綱、義光がいる。
特に義光と関係が懇意であり、『尊卑分脈』によると天仁2年（1109年）に義光が甥の義忠を暗殺した際にはその計画と実行に深く関わったと伝わる（源義忠暗殺事件）。義忠暗殺の下手人である鹿島三郎（平成幹か?）は、暗殺実行の後この快誉の下に身を潜めるよう義光から指示を受けていたが、快誉は鹿島三郎を受け入れると生き埋めにして殺してしまった。これは事件の口封じのために、義光・快誉兄弟があらかじめ示し合わせた上での所業であったとされる。だが、この事件自体は義家死後の河内源氏内部の対立があった影響とみられるが、義光の関与を含め真相は不明である。